# 薩氏巨棘角鮟鱇
薩氏巨棘角鮟鱇，又稱薩氏大角鮟鱇，為輻鰭魚綱鮟鱇目棘茄魚亞目巨棘角鮟鱇科的其中一種，分布於中太平洋東部海域，棲息深度700-1250公尺，屬深海魚類，體長可達15公分，生活習性不明，不具任何經濟價值。

## 擴展閱讀
維基物種上的相關：薩氏巨棘角鮟鱇